# نودامي كانتابيلي
نودامي كانتابيلي (بالإنجليزية: Nodame Cantabile)‏ هي سلسلة مانغا يابانية من تأليف توموكو نينوميا، نشرت في مجلة كيس في الفترة من يوليو 2001 حتى أكتوبر 2009. فازت المانغا بجائزة كودانشا للمانغا في فئة الشوجو عام 2004.